# Mirosław Konarowski
Mirosław Konarowski (ur. 12 listopada 1952 w Warszawie) – polski aktor teatralny, filmowy i telewizyjny.

## Życiorys
Absolwent VI Liceum Ogólnokształcącego im. Tadeusza Reytana w Warszawie (1971). Na ekranie pojawił się w wieku 20 lat w psychologicznym filmie dla młodzieży Jana Batorego Jezioro osobliwości (1972) jako Michał Soroka. Następnie wystąpił w krótkometrażowym półgodzinnym filmie Punkt widzenia (1973).
Miał 21 lat, gdy 23 maja 1974 w zastępstwie debiutował na scenie stołecznego Teatru Narodowego rolą Aleksieja Bielajewa w spektaklu Miesiąc na wsi Iwana Turgieniewa w reżyserii Adama Hanuszkiewicza. W 1977 ukończył studia w Państwowej Wyższej Szkoły Teatralnej w Warszawie.
Po studiach występował w teatrach warszawskich: Narodowym (1977–1978), Współczesnym (1978–1981), Polskim (1981–1987), Dramatycznym (1988–1990), Północnym (1990–1992), Scena Prezentacje (2002) i Polskiej Scenie Komediowej (2006) oraz poznańskich: Nowym (1992–1993) i Polskim Teatrze Tańca – Balecie Poznańskim (1995), gdzie recytował sonety Michała Anioła. W 1985 brał udział także w inscenizacji Ernesta Brylla w reżyserii Andrzeja Wajdy Wieczernik, która była prezentowana w kościele przy ul. Żytniej w Warszawie. W latach 1981–1997 był wykładowcą na warszawskiej PWST. W 1997 związał się ponownie z Teatrem Narodowym w Warszawie. Za rolę Hitlera w spektaklu Mein Kampf dostał nagrodę na XXXV Kaliskich Spotkaniach Teatralnych 1995.
Karierę kinową otworzyła mu rola młodego pianisty, który przygotowując się do Konkursu Chopinowskiego, wybiera zamiast kariery pomoc ciężko chorej dziewczynie – w melodramacie Jana Batorego Con amore (1976). Zagrał potem główną postać Tadeusza „Zośki” Zawadzkiego w filmie wojennym Jana Łomnickiego Akcja pod Arsenałem (1977). Znalazł się w obsadzie miniserialu Zielona miłość (1978) jako żołnierz na dworcu. W 1978 otrzymał tytuł „Gwiazdy Filmowego Sezonu” na X Lubuskim Lecie Filmowym w Łagowie, a rok potem – Nagrodę Rektora PWST w Warszawie za twórcze osiągnięcia w pierwszych dwóch latach pracy w teatrze.
Nieco później wystąpił w roli Jerzego Korna, kolegi na studiach, przyjaciela i współpracownika Andrzeja Talara, w serialu Dom (1980, 1982, 1987, 1996–1997, 2000). W serialu Polsatu Samo życie (2002–2003) wcielił się w postać homoseksualisty Jakuba Szaniawskiego, wolontariusza i organizatora „Salonu Akceptacji” dla nosicieli wirusa HIV i chorych na AIDS. W serialu TVP2 Na dobre i na złe (2002, 2004, 2006) zagrał prokuratora Guzikiewicza.

## Życie prywatne
Jest rozwiedziony z aktorką Joanną Szczepkowską, z którą ma dwie córki, aktorki – Marię (ur. 1980) i Hannę (ur. 1983).

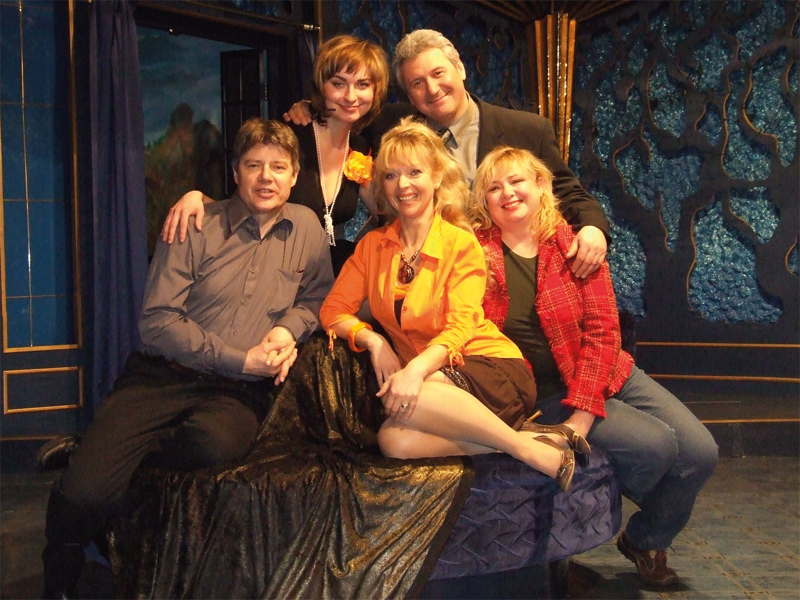
Zdjęcie do plakatu sztuki "Wieruszka" Marka Rębacza (Mirosław Konarowski pierwszy od lewej)

## Nagrody
- 1979: Nagroda rektora PWST w Warszawie za twórcze osiągnięcia w pierwszych dwóch latach pracy w teatrze
- 1995: XXXV Kaliskie Spotkania Teatralne – nagroda aktorska za rolę Hitlera w Mein Kampf
- 1978: X Lubuskie Lato Filmowe w Łagowie – nagroda „Gwiazda Filmowego Sezonu”

## Filmografia

### Filmy kinowe
- Jezioro osobliwości (1972) – Michał
- Con amore (1976) – Andrzej
- Akcja pod Arsenałem (1977) – Tadeusz Zawadzki „Zośka”
- Raszyn. 1809 (1977)
- Wśród nocnej ciszy (1978) – Bernard Piret, przyjaciel Wiktora
- Dziecinne pytania (1981) – Kazik
- Stan wewnętrzny (1983) – sąsiad Jakuba
- Cudzoziemka (1986) – Michał
- Zakaz wyjazdu (1986)
- Ja, który mam podwójne życie, czyli dylemat Josepha Conrada (1987)
- Misja specjalna (1987) – Karol Romański
- Conrad (1988)
- Ostatni prom (1989) – Michał Walewski
- Napoleon (1990) – książę Eugeniusz
- Powodzenia, żołnierzyku (Bonne Chance Frenchie, 1991) – Schlegel
- Zwichnięcie (L’entorse, 1991) – policjant
- Wielka wsypa (1992) – Władek, brat Branickiego
- Centrum Nadziei (2000) – narrator
- Sfora: Bez litości (2002) – kurator sądowy
- Ludzie wśród ludzi (2002–2004)

### Seriale TV
- Zielona miłość (1978) – żołnierz na dworcu
- Warszawianka pieśń z roku 1831 (1978) – młody oficer[2]
- Dom (1980–2000) – Jerzy Korn
- Rzeka kłamstwa (1987) – Odo Sędzimirski
- Na dobre i na złe (2002) – prokurator
- Król przedmieścia (2002) – psi psycholog
- Sfora (2002) – kurator sądowy
- Samo życie (2002–2006) – Jakub Szaniawski
- Na Wspólnej (2003) – sekretarz redakcji „Presige”
- Warto kochać (2005–2006) – Henryk Lewicki, współpracownik Horoszewicza
- Plebania (2006) – Waldemar Wójcik
- Pierwsza miłość (2007) – Janusz Gibon
- Kopciuszek (2007) – biologiczny ojciec Blanki
- Prawo Agaty (2013–2014) – sędzia
- Ranczo (2016) – prezydent Miłoszewski (odc. 127)

### Dubbing
- Pogoda dla bogaczy (1976) – Billy
- Łebski Harry (1984–1987)
- Szczeniak zwany Scooby Doo (1988–1991)
- Eerie, Indiana (1991–1992) – Howard Raymer
- Scooby Doo i baśnie z tysiąca i jednej nocy (1994) – Kapitanek
- Fantastyczna Czwórka (1994–1996) – Ulysses Klaw
- VR-Troopers (1994–1996) – Karl Ziktor
- Superman (1996) – Kameleon (odc. 44)
- Incredible Hulk (1996–1997) – Przywódca
- Księżniczka Sissi (1997)
- Myszorki na prerii (1997)
- Farma pełna strachów (1998)
- Srebrny Surfer (1998) – Obserwator
- Żona przychodzi nocą (1998)
- Eerie, Indiana: Inny wymiar (1998)
- Przygody Kuby Guzika (1998) – Mejwenti
- Inspektor Gadżet (1999) – Artemus Bradford
- Cyberłowcy (2002) – Dilit
- Fantastyczna Czwórka (2005) – Ned Cecil
- Ben 10 (2005–2008) – ojciec Bena (odc. 47)
- Chłopaki nie płaczą (2005) – lekarz
- Noc w muzeum (2006) – dyrektor McPhee
- Garfield 2 (2006) – pan Hobbs
- Simpsonowie: Wersja kinowa (2007)
  - Moe Szyslak,
  - Pan Burns,
  - Wielebny Lovejoy,
  - Burmistrz Quimby,
  - Tré Cool,
  - Tom Hanks
- Noc w muzeum 2 (2009)
  - dyrektor McPhee,
  - Napoleon Bonaparte
- Marmaduke (2010)
- Tajemnice domu Anubisa (2011–2013) – Eric Sweet